# 沙地太阳瓶子草
沙地太阳瓶子草（学名：Heliamphora arenicola）是委内瑞拉格兰·萨瓦纳伊卢-川门山（Ilu–Tramen Massif）海拔2000米处特有的食虫植物。其也可能存在于卡劳林山（Karaurin Tepui）。